# Tyczinino (stacja kolejowa)
Tyczinino (ros. Тычинино) – stacja kolejowa w sąsiedztwie miejscowości Tyczinino, w rejonie smoleńskim, w obwodzie smoleńskim, w Rosji.

## Historia
Stacja powstała w czasach carskich na drodze żelaznej orłowsko-witebskiej, pomiędzy stacjami Riabcewo i Driesninskaja.